# Concert aan vier telefoons
Concert aan vier telefoons is een hoorspel van Kay Hoff. Konzert an vier Telefonen werd op 23 maart 1965 door Radio Bremen uitgezonden. Naast de opname in mono werd door de Saarländische Rundfunk met Radio Bremen een stereofonische versie van dit hoorspel geproduceerd. De KRO zond het uit in het programma Dinsdagavondtheater op dinsdag 26 mei 1970 (met een herhaling op dinsdag 26 juni 1971). De vertaling was van Léon Povel, die ook regisseerde. Het hoorspel duurde 20 minuten.

## Rolbezetting
- Jan Borkus (vertegenwoordiger)
- Jeanne Verstraete (vrouw 1)
- Wiesje Bouwmeester (vrouw 2)
- Martin Simonis (jongeman)
- Bert van der Linden (dief)
- Jos van Turenhout (oude man)
- Tonny Foletta (arbeider)
- Hetty Berger (vrouw 3)
- Joke Hagelen (meisje)
- Huib Orizand (echtgenoot)
- Nel Snel (vrouw 4)
- Frans Somers (ingenieur)
- Tim Beekman (journalist)
- Tine Medema (vrouw 5)

## Inhoud
Schijnbaar toevallig opgevangen klankbeelden en gespreksflarden worden overeenkomstig de bedoeling van de auteur tot een artistieke eenheid samengevoegd. Veel in zekere mate naast elkaar lopende, afzonderlijk niet vaststelbare momenten komen op de luisteraar af en doen bij hem de voorstelling van grotere samenhangen ontstaan…